# Gmina Fremont (hrabstwo Benton)

Położenie Gminy Fremont w hrabstwie Benton

Gmina Fremont (ang. Fremont Township) – gmina w USA, w stanie Iowa, w hrabstwie Benton. Według danych z 2000 roku gmina miała 1736 mieszkańców.